# Jordan Or
Jordan Or (* 18. Juni 1992) ist ein kanadischer Volleyballspieler.

## Karriere
Or begann seine Karriere 2011 am Douglas College in British Columbia. Von 2013 bis 2015 studierte er an der Mount Royal University in Calgary und spielte in der Universitätsmannschaft. Danach war er ein Jahr im Trainingsprogramm der kanadischen Nationalmannschaft aktiv. 2016 ging der Libero nach Finnland und spielte für Lakkapää Rovaniemi.  In der Saison 2017/18 war er in der zweiten französischen Liga bei Cambrai Volley aktiv. 2018 verpflichtet der deutsche Bundesligist SWD Powervolleys Düren ihn als Nachfolger seines Landsmanns Blair Bann. Mit der Mannschaft erreichte er das Halbfinale im DVV-Pokal und das Viertelfinale in den Bundesliga-Playoffs. Danach beendete er seine Karriere.